# Daedalus (ferry)
Pour les articles homonymes, voir Daedalus.
Le Daedalus (Δαίδαλος, Daídalos) est un ferry ayant appartenu à la compagnie grecque Minoan Lines. Construit entre 1972 et 1973 aux chantiers Hayashikane Dockyard de Shimonoseki pour la compagnie japonaise Taiyō Ferry, il portait à l'origine le nom d'Orion (おりおん, Orion). Mis en service en avril 1973 sur les liaisons reliant Ōsaka à Kanda, au nord-est de l'île de Kyūshū, il inaugure les activités de Taiyō Ferry. Remplacé par des navires plus imposants en 1977, il est tout d'abord employé par la compagnie Fuji Ferry entre 1978 et 1979 avant d'être transféré à partir de décembre 1980 au sein de la flotte de la compagnie Kansai Kisen qui l'exploite alors entre Ōsaka, Kobe et les îles de Shikoku et de Kyūshū sous le nom de Ferry Nishiki Maru (フェリーにしき丸, Ferī Nishiki Maru). Transféré en 1984 au sein de Meimon Taiyō Ferry, issue de la fusion de Taiyō Ferry et de la compagnie Meimon Car Ferry, il est intégré à la flotte de la nouvelle entité sous son nom d'origine et employé entre Ōsaka et Kitakyūshū. Remplacé en 1989, il est cédé à la compagnie grecque Minoan Lines et rebaptisé Daedalus. Après d'importantes transformations réalisées aux chantiers de Perama de 1989 à 1991, il est mis en service sur les lignes entre la Grèce et l'Italie puis vers les Cyclades à partir de 2002. Revendu en 2005 à la compagnie italienne Adria Ferries, il prend le nom de Riviera Adriatica et navigue sur les liaisons reliant l'Italie à l'Albanie. Renommé AF Claudia Prima en 2012, il reste exploité sur cet axe jusqu'en 2016 avant d'être vendu à la société Trouferi qui envisage de l'employer sur un itinéraire reliant la Colombie au Panama. Rebaptisé en prévision Caribbean Galaxy, il ne sera cependant jamais exploité par son nouvel armateur et restera désarmé à Perama durant deux ans. Finalement vendu à la démolition en 2018, il est échoué sur la plage d'Aliağa et ferraillé.

## Histoire

### Origines et construction
En mars 1970, la compagnie Taiyō Ferry est fondée à Kanda. Destinée à exploiter des liaisons maritimes vers Ōsaka à l'aide de car-ferries, l'armateur passe commande, avec le soutien de son actionnaire Mitsui O.S.K. Lines (MOL), de deux navires jumeaux aux chantiers Hayashikane Dockyard de Shimonoseki.
Conçus selon le modèle du car-ferry se répandant au Japon depuis la fin des années 1960, les premiers navires de Taiyō Ferry, baptisés Orion et Pegasus, affichent des caractéristiques voisines de celles des navires construits à cette même période pour d'autres filiales du groupe MOL telles que leur configuration davantage orientée vers le transport de fret avec une importante surface consacrée au garage qui peut de ce fait contenir 90 remorques et 100 véhicules. Prévus pour transporter environ 700 passagers, les locaux leur étant dédiés occupent un pont entier. Malgré des dimensions relativement restreintes de 140 mètres de long, ils figurent parmi les plus grands ferries du Japon à cette époque.
Premier navire construit, l‘Orion est mis sur cale à Shimonoseki le 1er mars 1972 et lancé 10 août. Après sept mois et demi de finitions, il est livré à Taiyō Ferry le 28 mars 1973.

### Service

#### Taiyō Ferry/Meimon Taiyō Ferry (1973-1989)
l‘Orion est mis en exploitation dans le courant du mois d'avril 1973 entre Kanda et Ōsaka. Au mois de juillet, il est rejoint par son sister-ship le Pegasus après que celui-ci ai navigué un temps sous affrètement par la compagnie Nippon Enkai Ferry, autre société détenue par MOL.
En 1976, Taiyō Ferry fait l'acquisition des ferries Sunflower et Sunflower 2 auprès de la compagnie Nippon Kosoku Ferry qui rencontre alors des difficultés financières. En conséquence, l‘Orion et son jumeau sont retirés du service en mars 1977 et désarmés à Hiroshima dans l'enceinte du chantier Tsuneishi Shipbuilding.
Ainsi, à partir de novembre 1978, l‘Orion intègre la flotte de la compagnie Fuji Ferry, autre filiale du groupe MOL, qui l'emploie entre Tokyo et Matsusaka, dans la préfecture de Mie, en remplacement du ferry Ise Maru, vendu à la compagnie Nippon Car Ferry. Cet affrètement prendra cependant fin en novembre 1979 en raison de l'arrêt des activités de Fuji Ferry et de la reprise de la ligne par Kyushu Kyuko Ferry.
En décembre 1980, le navire est une nouvelle fois affrété, cette fois-ci par la compagnie Kansai Kisen. Rebaptisé à l'occasion Ferry Nishiki Maru, il est de nouveau positionné sur les liaisons vers l'île de Kyūshū mais également vers Shikoku et navigue entre les ports d'Ōsaka, Kobe, Imabari, Matsuyama et Beppu.
Le car-ferry reste exploité par Kansai Kisen jusqu'à la fin de l'année 1984 avant que Taiyō Ferry ne décide de le réintégrer sous ses couleurs dans le cadre de la création de la nouvelle entité Meimon Taiyō Ferry, issue de la fusion de la compagnie avec la société Meimon Car Ferry. La restitution du navire s'accompagne alors de l'échange des ferries Sunflower et Sunflower 2 avec le Ferry Kogane Maru qui rejoint la flotte de Meimon Taiyō Ferry sous le nom de Pegasus. Le Ferry Nishiki Maru retrouve quant à lui son patronyme d'origine et débute ses rotations entre Ōsaka et Kitakyūshū en décembre 1984. Naviguant de concert avec le Pegasus, il est positionné sur les départs de fin d'après-midi pour une arrivée tôt dans la matinée.
L‘Orion et le Pegasus ne sont toutefois que des navires de transition, à la fin des années 1980, la direction de Meimon Taiyō Ferry se penche en effet sur leur remplacement à court terme. Supplanté en mars 1989 par le New Orion, le navire est retiré de la flotte et vendu dans un premier temps à la société Glory Shipping qui le renomme View of Nagasaki. Plus tard la même année, il est revendu à la compagnie grecque Minoan Lines.

#### Minoan Lines (1989-2005)
Réceptionné par son nouveau propriétaire, le navire est rebaptisé Daedalus, référence au personnage de Dédale de la mythologie grecque. Après avoir rejoint la Grèce au terme de son long voyage depuis le Japon, il entre aux chantiers de Perama où il bénéficie d'importants travaux de transformation visant à l'adapter au marché des lignes greco-italiennes. Ainsi, ses intérieurs sont profondément modifiés avec l'aménagement de nouveaux locaux, la majeure partie de son garage supérieur est supprimée au profit de la création d'environ 200 cabines privatives et les dispositifs de sécurité sont complétés avec l'ajout d'embarcations de sauvetage, absentes jusqu'alors. Ces travaux se poursuivent jusqu'en 1991, près de deux ans après l'acquisition du navire.
Une fois les transformations achevées, le Daedalus est mis en service dans le courant de l'année 1991 sur les liaisons reliant la Grèce et l'Italie. Durant la première partie de la décennie, il forme alors un brillant tandem avec l‘Erotokritos, aligné en 1992. Tout d'abord exploité entre Patras et Ancône, il est ensuite transféré vers Venise à partir de 1995 en raison de l'arrivée du récent Aretousa.
En 2002, à l'occasion de l'entrée en flotte de navires plus imposants et plus rapides sur les lignes greco-italiennes, le Daedalus est redéployé sur les lignes de la mer Égée entre Thessalonique, les Cyclades et la Crète. Le navire reste exploité sur cet axe jusqu'en 2005. Doyen de la flotte de Minoan Lines, il est cédé fin octobre à la compagnie italienne Adria Ferries pour la somme de 2,08 millions d'euros.

#### Adria Ferries (2005-2016)
Livré à la compagnie italienne, le navire est renommé Riviera Adriatica et enregistré sous pavillon de complaisance panaméen. Le 28 octobre 2005, il quitte Perama à destination de l'Italie. À la suite de quelques travaux de transformations au cours desquels il est notamment repeint aux couleurs de son nouveau propriétaire, il est mis en service le 15 décembre entre l'Italie et l'Albanie. Lors du rachat du navire, des rumeurs faisaient état de son affectation sur une liaison inédite de la compagnie vers la Croatie, mais le projet a visiblement été abandonné.
Le Riviera Adriatica est dans un premier temps employé entre Ancône et Durrës en remplacement du ferry Riviera del Conero, immobilisé à la suite d'une avarie. À partir de juin 2006, il est affrété par la compagnie d'état algérienne Algérie Ferries qui le fait naviguer durant la saison estivale entre l'Algérie, la France et l'Espagne. Cet affrètement sera légèrement troublé par un incident administratif lié à la conformité des dispositifs de sécurité qui entraînera l'immobilisation du navire à Marseille entre le 22 et le 26 juin. Restitué à Adria Ferries en hiver, il sera affrété par Algérie Ferries chaque étés jusqu'en 2008. En 2012, le navire est rebaptisé AF Claudia Prima et enregistré sous pavillon italien.
En janvier 2016, le navire est retiré de la flotte et vendu à l'armateur Trouferi. Conduit aux chantiers de Perama, il est repeint aux couleurs d'une compagnie nommée Atlantic Blue Seaways et rebaptisé Caribbean Galaxy. Cette société prévoyait d'exploiter le navire en Amérique du Sud sur des liaisons reliant la Colombie au Panama mais le projet ne verra cependant jamais le jour. Plus tard, au mois de juillet, la compagnie Grimaldi Lines envisage d'affréter le navire afin de l'employer entre l'Italie, l'Espagne et le Maroc mais renonce finalement en raison de défaillances détectées au niveau des dispositifs de sécurité. Le navire reste alors à l'état d'abandon à Perama durant deux ans et demi. En décembre 2018, il est vendu pour démolition aux chantiers turcs d'Aliağa. Après avoir quitté la Grèce en remorque du Christos XXXIV, il est échoué le 18 décembre et démantelé durant les mois suivants.

## Aménagements
Le Daedalus possédait 8 ponts. Si le navire s'étendait en réalité sur 9 ponts, l'un d'entre eux était absent au niveau des garages afin de permettre au navire de transporter du fret. Ces ponts étaient désignés du plus haut jusqu'au plus bas par ordre alphabétique, à l'exception du pont le plus haut qui se dénommait Promenade. À l'époque japonaise du navire, les installations dédiées aux passagers se situaient principalement sur le pont A ainsi que certaines partie des ponts B et C. Les garages occupaient quant à eux les ponts D et C. À la suite des transformations effectuées en Grèce, les ponts C et B sont intégrés au locaux passagers et un garage inférieur est créé.

### Locaux communs
À l'origine, les aménagements de l‘Orion se composaient essentiellement d'un restaurant situé au milieu du pont A ainsi qu'un snack et un petit salon. Après les importantes transformations de 1989-1991, le navire était équipé sur le pont A de deux bars-salons à l'avant et à l'arrière, d'un restaurant à la carte, d'un restaurant libre-service, d'une boutique ainsi que d'une piscine extérieure. Une discothèque était également présente sur le pont Promenade.

### Cabines
Dans son ancienne configuration le navire était équipé de cabines de 1re classe sur le pont A à l'avant et à l'arrière ainsi que des dortoirs sur le pont B. À la suite des transformations, 232 cabines privatives sont aménagées sur les ponts B et C à la place des garages. Internes et externes, elles pouvaient accueillir jusqu'à quatre personnes et étaient pourvues de sanitaires privés.

## Caractéristiques
Le Daedalus mesurait 140,87 mètres de long pour 22,43 mètres de large. Son tonnage était à l'origine de 7 268 UMS avant d'être porté à 15 039 UMS à l'occasion des transformations de 1991. Il pouvait embarquer dans sa configuration initiale 794 passagers ainsi que 100 véhicules et 90 remorques au sein de son garage. En 1991, la capacité est portée à 1 450 passagers et 400 véhicules. Le garage était initialement accessible par l'arrière au moyen d'une porte rampe axiale et d'une porte latérale bâbord mais aussi par l'avant à l'aide d'une porte rampe axiale. À la suite des transformations, l'accès au garage se faisait par une unique porte axiale arrière. La propulsion du Daedalus était assurée par deux moteurs diesel MAN-Mitsubishi 9V940/54 développant une puissance de 14 170 kW entrainant deux hélices à pas variables faisant filer le bâtiment à une vitesse de 21 nœuds. Il était aussi doté d'un propulseur d'étrave ainsi que d'un stabilisateur anti-roulis. Les dispositifs de sécurité étaient à l'époque essentiellement composés de radeaux de sauvetage mais aussi d'une embarcation semi-rigide de secours. Ils seront complétés en 1991 par quatre embarcations de sauvetage fermées de grande taille et deux embarcations plus petites.

## Lignes desservies
Au début de sa carrière, pour le compte de Taiyō Ferry, l‘Orion était affecté à la liaison entre Ōsaka et Kanda. Entre 1978 et 1979, il naviguait entre Tokyo et Matsusaka sous affrètement par la compagnie Fuji Ferry. Le navire a ensuite desservi les liaisons de la compagnie Kansai Kisen entre le Kansai, Shikoku et Kyūshū sur la ligne Ōsaka - Kobe - Imabari - Matsuyama - Beppu de 1980 à 1984. Enfin, pour Meimon Taiyō Ferry, il a navigué entre Ōsaka et Kitakyūshū jusqu'en 1989.
Pour Minoan Lines, de 1991 à 2005, le navire était dans un premier temps affecté aux liaisons entre la Grèce et l'Italie et reliait le port de Patras à celui d'Ancône. À partir de 1995, il est transféré sur la ligne Patras - Igoumenitsa - Corfou - Venise. En 2002, il rejoint les lignes de la mer Égée et navigue jusqu'en 2005 au départ du Pirée ou Thessalonique vers les Cyclades ou la Crète.
Pour la compagnie Adria Ferries, le navire était principalement positionné entre l'Italie et l'Albanie, tout d'abord sur la ligne Ancône - Durrës puis sur Bari - Durrës à partir de 2008. Au cours des étés 2006 à 2008, il a navigué entre Alger et Oran vers Marseille et Alicante sous affrètement par la compagnie Algérie Ferries.